# Lumière a la millor direcció
El Lumière al millor director s'atorga cada any a un director d’una pel·lícula francesa estrenada a França l'any anterior, durant la Cerimònia des Lumières de la premsa internacional.
L’Académie des Lumières, formada per més de 200 periodistes de la premsa internacional, premia cada any les millors pel·lícules des de la 1996.

## Guanyadors i nominats
A les llistes següents, els títols i els noms en negreta amb fons blau són els guanyadors i els destinataris respectivament; els que no estan en negreta són els nominats.

### Dècada de 1990
| Any       | Títol             | Director (s)           |
| --------- | ----------------- | ---------------------- |
| 1996 (1a) | Mathieu Kassovitz | La Haine               |
| 1997 (2a) | Cédric Klapisch   | Un air de famille      |
| 1998 (3a) | Luc Besson        | El cinquè element      |
| 1999 (4a) | Erick Zonca       | La Vie rêvée des anges |

### Dècada del 2000
| Any        | Títol                | Director (s)                  |                 |
| ---------- | -------------------- | ----------------------------- | --------------- |
| 2000 (5a)  | Luc Besson           | Joana d’Arc                   |                 |
| 2001 (6a)  | Agnès Jaoui          | El gust dels altres           |                 |
| 2002 (7a)  | Patrice Chereau      | Intimacy                      |                 |
| 2003 (8a)  | François Ozon        | 8 femmes                      |                 |
| 2004 (9a)  | Alain Resnais        | A la boca no                  |                 |
| 2005 (10a) | Jean-Pierre Jeunet   | Llarg diumenge de festeig     |                 |
| 2006 (11a) | Philippe Garrel      | Les Amants réguliers          |                 |
| 2007 (12a) | Pascale Ferran       | Lady Chatterley               | Lady Chatterley |
| 2007 (12a) | Alain Resnais        | Cœurs                         |                 |
| 2007 (12a) | Claude Chabrol       | L'Ivresse du pouvoir          |                 |
| 2007 (12a) | Guillaume Canet      | Ne le dis à personne          |                 |
| 2007 (12a) | Bruno Dumont         | Flandres                      |                 |
| 2008 (13a) | Abdellatif Kechiche  | La Graine et le Mulet         |                 |
| 2008 (13a) | Olivier Dahan        | La vida en rosa               |                 |
| 2008 (13a) | Alfred Lot           | La Chambre des morts          |                 |
| 2008 (13a) | Julian Schnabel      | L'escafandre i la papallona   |                 |
| 2008 (13a) | André Téchiné        | Les Témoins                   |                 |
| 2009 (14a) | François Dupeyron    | Aide-toi, le ciel t'aidera    |                 |
| 2009 (14a) | Arnaud Desplechin    | Un conte de Noël              |                 |
| 2009 (14a) | Laurent Cantet       | Entre les murs                |                 |
| 2009 (14a) | Jean-Francois Richet | Mesrine: L'Instinct de mort   |                 |
| 2009 (14a) | Jean-Francois Richet | Mesrine: L'Ennemi public n° 1 |                 |
| 2009 (14a) | Martin Provost       | Séraphine                     |                 |

### Dècada del 2010
| Any                    | Títol                          | Director (s)                                  |
| ---------------------- | ------------------------------ | --------------------------------------------- |
| 2010 (15a)             | Jacques Audiard                | Un profeta                                    |
| 2010 (15a)             | Bertrand Tavernier             | En el centre de la tempesta                   |
| 2010 (15a)             | Anne Fontaine                  | Coco, de la rebel·lia a la llegenda de Chanel |
| 2010 (15a)             | Philippe Lioret                | Welcome                                       |
| 2010 (15a)             | Xavier Giannoli                | À l'origine                                   |
| 2011 (16a)             | Roman Polanski                 | L'escriptor                                   |
| 2011 (16a)             | Xavier Beauvois                | De déus i homes                               |
| 2011 (16a)             | Olivier Assayas                | Carlos                                        |
| 2011 (16a)             | Mathieu Amalric                | Tournée                                       |
| 2011 (16a)             | Joann Sfar                     | Gainsbourg, vie héroïque                      |
| 2012 (17a)             | Maïwenn                        | Polisse                                       |
| 2012 (17a)             | Aki Kaurismäki                 | Le Havre                                      |
| 2012 (17a)             | Michel Hazanavicius            | The Artist                                    |
| 2012 (17a)             | Bertrand Bonello               | L'Apollonide : Souvenirs de la maison close   |
| 2012 (17a)             | Pierre Schoeller               | L'Exercice de l'Etat                          |
| 2013 (18a)             | Jacques Audiard                | De rovell i d'os                              |
| 2013 (18a)             | Noémie Lvovsky                 | Camille redouble                              |
| 2013 (18a)             | Michael Haneke                 | Amor                                          |
| 2013 (18a)             | Leos Carax                     | Holy Motors                                   |
| 2013 (18a)             | Cyril Mennegun                 | Louise Wimmer                                 |
| 2014 (19a)             | Abdellatif Kechiche            | La vida d'Adèle                               |
| 2014 (19a)             | Bertrand Tavernier             | Quai d'Orsay                                  |
| 2014 (19a)             | Albert Dupontel                | 9 Mois ferme                                  |
| 2014 (19a)             | Gilles Bourdos                 | Renoir                                        |
| 2014 (19a)             | Michel Gondry                  | L'Ecume des jours                             |
| 2014 (19a)             | Rebecca Zlotowski              | Grand Central                                 |
| 2015 (20a)             | Abderrahmane Sissako           | Timbuktu                                      |
| 2015 (20a)             | Lucas Belvaux                  | Pas son genre                                 |
| 2015 (20a)             | Bertrand Bonello               | Saint Laurent                                 |
| 2015 (20a)             | Benoît Jacquot                 | Trois Cœurs                                   |
| 2015 (20a)             | Cédric Kahn                    | Vie sauvage                                   |
| 2015 (20a)             | Céline Sciamma                 | Bande de filles                               |
| 2016 (21a)             |                                |                                               |
| Arnaud Desplechin      | Trois souvenirs de ma jeunesse |                                               |
| Jacques Audiard        | Dheepan                        |                                               |
| Catherine Corsini      | La Belle Saison                |                                               |
| Philippe Garrel        | L'Ombre des femmes             |                                               |
| Xavier Giannoli        | Marguerite                     |                                               |
| Maïwenn                | Mon roi                        |                                               |
| 2017 (22a)             |                                |                                               |
| Paul Verhoeven         | Elle                           |                                               |
| Bertrand Bonello       | Nocturama                      |                                               |
| Stéphane Brizé         | Une vie                        |                                               |
| Léa Fehner             | Les Ogres                      |                                               |
| Alain Guiraudie        | Rester vertical                |                                               |
| Albert Serra i Juanola | La mort de Lluís XIV           |                                               |
| 2018 (23a)             |                                |                                               |
| Robin Campillo         | 120 Battements par minute      |                                               |
| Mathieu Amalric        | Barbara                        |                                               |
| Laurent Cantet         | L'Atelier                      |                                               |
| Philippe Garrel        | L'Amant d'un jour              |                                               |
| Alain Gomis            | Félicité                       |                                               |
| Michel Hazanavicius    | Le Redoutable                  |                                               |
| 2019 (24a)             | Jacques Audiard                | The Sisters Brothers                          |
| 2019 (24a)             | Jeanne Herry                   | En bones mans                                 |
| 2019 (24a)             | Xavier Legrand                 | Jusqu'à la garde                              |
| 2019 (24a)             | Gaspar Noé                     | Climax                                        |
| 2019 (24a)             | Pierre Salvadori               | En liberté !                                  |

### Dècada del 2020
| Any        | Títol                                           | Director (s)                          |
| ---------- | ----------------------------------------------- | ------------------------------------- |
| 2020 (25a) | Roman Polanski                                  | L'oficial i l'espia                   |
| 2020 (25a) | Jérémy Clapin                                   | J'ai perdu mon corps                  |
| 2020 (25a) | Arnaud Desplechin                               | Roubaix, une lumière                  |
| 2020 (25a) | Ladj Ly                                         | Els miserables                        |
| 2020 (25a) | Céline Sciamma                                  | Retrat d'una dona en flames           |
| 2021 (26a) | Maïwenn                                         | DNA                                   |
| 2021 (26a) | Albert Dupontel                                 | Adieu les cons                        |
| 2021 (26a) | Filippo Meneghetti                              | Entre nosaltres                       |
| 2021 (26a) | Emmanuel Mouret                                 | Les coses que diem, les coses que fem |
| 2021 (26a) | François Ozon                                   | Été 85                                |
| 2022 (27a) | Leos Carax                                      | Annette                               |
| 2022 (27a) | Jacques Audiard                                 | Les Olympiades                        |
| 2022 (27a) | Audrey Diwan                                    | L'esdeveniment                        |
| 2022 (27a) | Xavier Giannoli                                 | Les il·lusions perdudes               |
| 2022 (27a) | Arthur Harari                                   | Onoda, 10 000 nuits dans la jungle    |
| 2023 (28a) | Albert Serra i Juanola                          | Pacifiction                           |
| 2023 (28a) | Rebecca Zlotowski                               | Les Enfants des autres                |
| 2023 (28a) | Dominik Moll                                    | La nit del 12                         |
| 2023 (28a) | Valeria Bruni Tedeschi                          | La gran joventut                      |
| 2023 (28a) | Gaspar Noé                                      | Vortex                                |
| 2024 (29a) | Thomas Cailley                                  | Le Règne animal                       |
| 2024 (29a) | Catherine Breillat                              | L'Été dernier                         |
| 2024 (29a) | Clément Cogitore                                | Goutte d'or                           |
| 2024 (29a) | Cédric Kahn                                     | Le Procès Goldman                     |
| 2024 (29a) | Justine Triet                                   | Anatomia d'una caiguda                |
| 2025 (30a) | Jacques Audiard                                 | Emilia Pérez                          |
| 2025 (30a) | Matthieu Delaporte i Alexandre de La Patellière | El comte de Montecristo               |
| 2025 (30a) | Alain Guiraudie                                 | Miséricorde                           |
| 2025 (30a) | Boris Lojkine                                   | L'Histoire de Souleymane              |
| 2025 (30a) | François Ozon                                   | Quand vient l'automne                 |